# Ernest Sugira
Ernest Sugira (Kigali, 27 marzo 1991) è un calciatore ruandese, attaccante del Kiyovu Sports.

## Palmarès

### Club

#### Competizioni nazionali
- Campionato ruandese: 1

APR: 2013-2014